# Rapperswil-Jona
Rapperswil-Jona ist eine politische Gemeinde im schweizerischen Kanton St. Gallen und mit 28'640 Einwohnern (31. Dezember 2023) dessen zweitgrösste Stadt – nach der Stadt St. Gallen.
Die Gemeinde Rapperswil-Jona besteht aus den ehemaligen, per 2007 fusionierten Gemeinden Rapperswil und Jona mit den dazugehörenden Ortschaften Kempraten, Wagen und Bollingen.

## Geographie
Rapperswil-Jona liegt im Südwesten des Kantons St. Gallen am rechten Ufer des Zürichsees. Von Rapperswil führt der Seedamm von Rapperswil nach Hurden im Kanton Schwyz. Die nahe Pfäffikon SZ gelegene Halbinsel Hurden ragt weit in den Zürichsee hinein. Zusammen mit dem Seedamm teilt sie den Zürichsee in den kleineren, östlichen Obersee und den grösseren Untersee (den eigentlichen Zürichsee).

## Geschichte
Die am 1. Januar 2007 fusionierten Gemeinden Rapperswil und Jona besassen auch vor der Fusion eine teilweise gemeinsame Infrastruktur, die Grenze zwischen beiden Orten verlief selbst für Einheimische fast unerkennbar, da das Grenzgebiet überbaut war. Auch gesellschaftlich bildeten sie eine Einheit, der Begriff Rapperswil-Jona war schon einige Jahre vor der Fusion im Namen verschiedener Vereine enthalten (z. B. Eishockeyclub und FC Rapperswil-Jona).

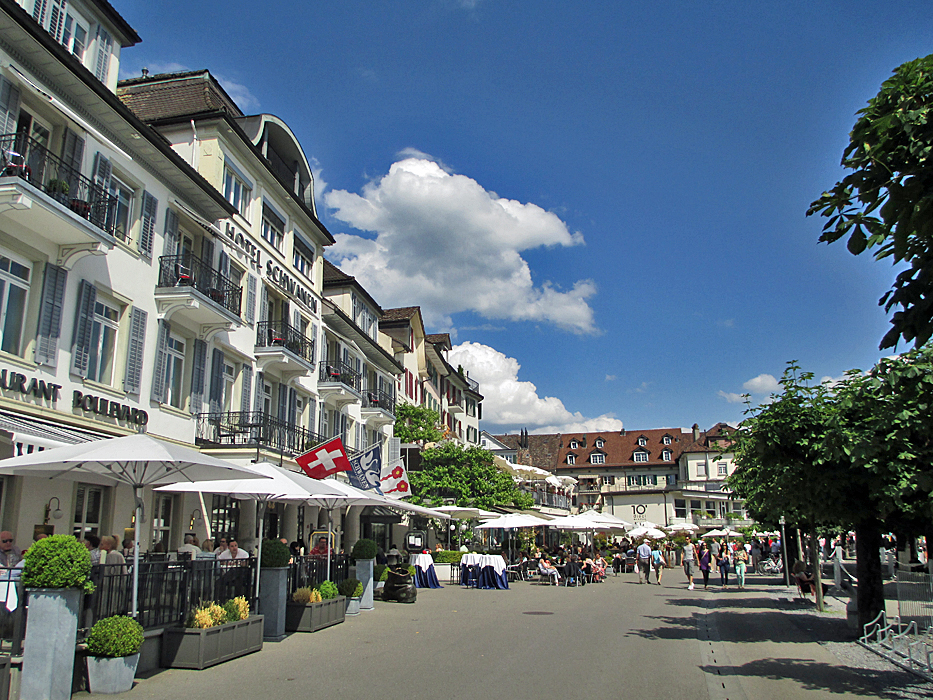
Seepromenade

Nach einer ersten von den Behörden angeregten und von den Stimmbürgern Jonas abgelehnten Volksabstimmung bejahte die Bevölkerung im Jahr 2003 in einer weiteren Konsultativabstimmung eine Fusion zwischen Rapperswil (2001: 7'400 Einwohner; Ja-Anteil 82 %) und Jona (2001: 17'100 Einwohner; Ja-Anteil 52 %). Die entscheidende Volksabstimmung fand am 1. Mai 2005 statt. Rund 60 % der Joner und 90 % der Rapperswiler stimmten der Fusion zu – damit konnte sie 2007 vollzogen werden.

## Politik
Der Stadtrat von Rapperswil-Jona besteht seit dem 1. Januar 2025 erstmals aus fünf vollamtlichen Mitgliedern. Sie wurden von der Stimmbürgerschaft für vier Jahre gewählt. Als Exekutive stehen sie den Ressorts Präsidiales, Bau und Liegenschaften, Bildung, Sicherheit und Umwelt sowie Gesellschaft vor.
Der Stadtrat umfasst drei Parteilose sowie je ein Mitglied der SP und der Mitte-Partei.
Bis Ende 2006 regierten der Gemeinderat Jona und der Stadtrat Rapperswil noch separat.
Rapperswil-Jona ist die grösste Schweizer Stadt ohne Parlament. Politische Geschäfte werden an der drei- bis viermal pro Jahr durchgeführten Bürgerversammlung behandelt. In der neuen Stadtordnung sind neue Bürgerrechte vorgesehen. Bei einer Volksabstimmung im Jahr 2023 wurde die Schaffung eines Stadtparlaments knapp abgelehnt.
Bei den Schweizer Parlamentswahlen 2023 betrugen die Wähleranteile in Rapperswil-Jona: SVP 25,1 %, FDP 17,1 %, SP 15,7 %, Die Mitte 14,8 %, Grüne 12,6 %, glp 10,2 %, EVP 1,3 %, Übrige 3,1 %

## Wappen
Auf dem Wappen sind die Rapperswiler Rosen und eine blaue horizontale Wellenlinie abgebildet, die den Fluss Jona und den Zürichsee symbolisiert. Das neue Wappen wurde an der Gemeindeversammlung am 1. Dezember 2005 im Rahmen der Abstimmung über die neue Gemeindeordnung angenommen.

## Wirtschaft

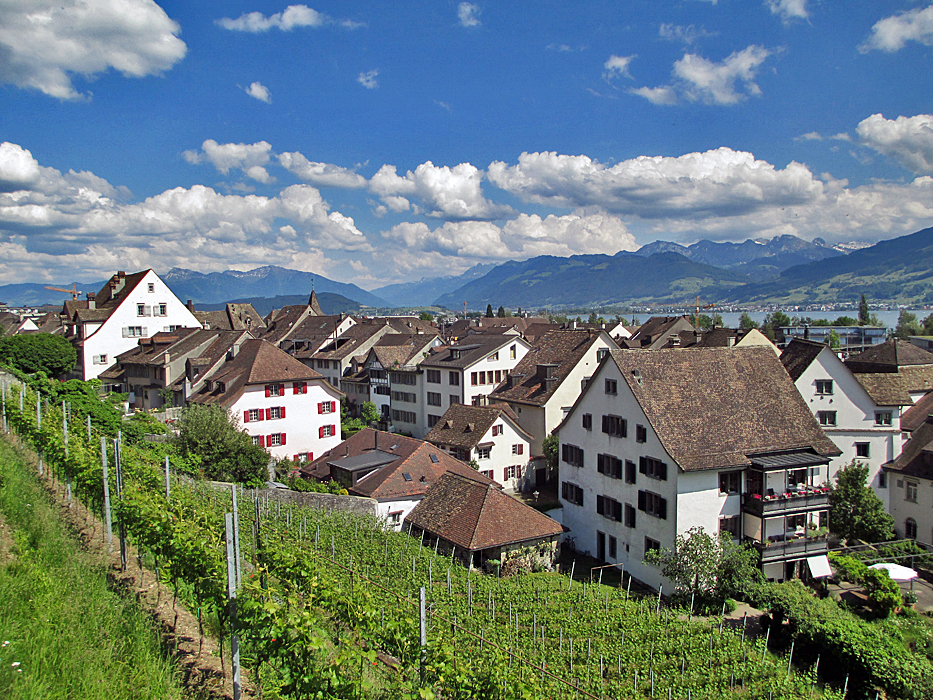
Stadtansicht vom Lindenhof

### Verkehr
In Rapperswil-Jona gibt es vier Eisenbahn-Haltestellen und Bahnhöfe mit Personenverkehr: Namentlich sind dies der Bahnhof Rapperswil (seit 1859) und die Haltestellen in Kempraten, Jona (beide seit 1979) sowie Blumenau. Von 1910 bis 2004 hielten an der Station Bollingen fahrplanmässig Züge. Seither werden hier nur noch automatische Zugkreuzungen durchgeführt. Rapperswil-Jona liegt im Zürcher Verkehrsverbund (ZVV) und im Tarifverbund Ostwind.
Im Fernverkehr bestehen in Rapperswil Verbindungen mit dem Voralpen-Express nach St. Gallen sowie Richtung Arth-Goldau bis Luzern. Die S-Bahnen 5, 7, 15 und 40 der S-Bahn Zürich und die S-Bahn 6 der S-Bahn St. Gallen dienen dem Nahverkehr. Der Stadtbus wird von den Verkehrsbetrieben Zürichsee und Oberland (VZO) betrieben.
Seit den 1990er Jahren ist diskutiert worden, ob Rapperswil-Jona eine Untertunnelung braucht. Die Untere Bahnhofstrasse in Rapperswil ist mit 25'000 Fahrzeugen pro Tag die meistbefahrene Strasse im Kanton St. Gallen (Stand 2023). Die Tunnel-Frage ist bis heute heftig umstritten, vor allem wegen der enormen Kosten für einen Tunnelbau. Bei einer nicht bindenden «Konsultativabstimmung» im Jahr 2011 stimmten 54 % der Stimmbevölkerung von Rapperswil-Jona gegen einen Tunnel. Im September 2023 wurde erneut abgestimmt. Diesmal befürwortete die Stimmbevölkerung von Rapperswil-Jona die weitere Planung des Tunnels mit 59,5 %. Zugleich stimmte sie über zwei Tunnel-Varianten ab und befürwortete die «Variante Mitte» deutlich mit 72 %. Der Tunnel soll direkt am Ende des Seedamms beginnen. Die Kosten werden auf rund 950 Millionen Franken geschätzt, die Bauzeit auf 7 bis 8 Jahre (Stand 2023).

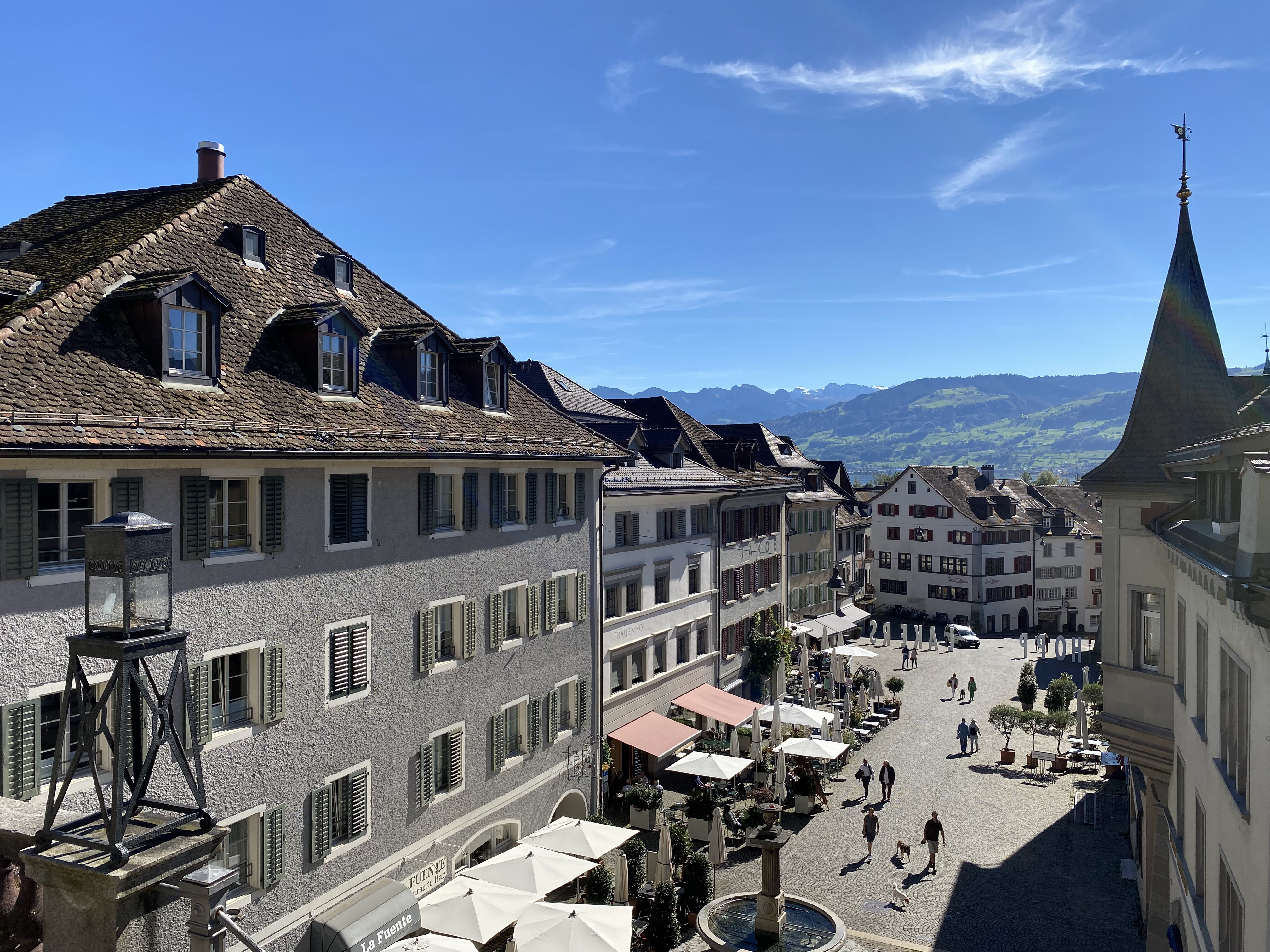
Blick auf den Hauptplatz vom Herrenberg aus

### Unternehmen und Medien
International bekannte Unternehmen mit Sitz in Jona sind der Sanitärgeräte-Hersteller Geberit sowie der Zementproduzent Holcim.
Die Tageszeitung Linth-Zeitung sowie die Wochenzeitung Obersee Nachrichten berichten über aktuelle Themen aus Stadt und Region. Monatlich wird ein Stadtmagazin herausgegeben.

## Bildung
Die Primarschule (Stand 2012) ist in den Schulhäusern Hanfländer, Südquartier, Bollwies, Schachen, Herrenberg, Weiden, Lenggis und Dorf untergebracht; die Oberstufe ist seit August 2012 aus Sekundarschule und Realschule in den Schulhäusern Bollwies, Burgerau, Weiden, Kreuzstrasse und Rain zusammengefasst worden. Bis dahin waren beide Stufen in separaten Gebäuden untergebracht. Am Berufs- und Weiterbildungszentrum Rapperswil (BWZ) werden Grundbildungen sowie Weiterbildungen durchgeführt.
Die ehemalige Hochschule für Technik Rapperswil ging im Jahr 2020 in der neuen OST – Ostschweizer Fachhochschule auf und entspricht dem heutigen «Campus Rapperswil-Jona» der OST.

## Freizeit und Kultur

### Freizeit
Lang verbunden ist Rapperswil-Jona mit dem Schweizer Nationalzirkus Knie, der hier jeweils sein Winterquartier bezieht und auch seinen Sitz hat. Knie betreibt auch den dort ansässigen Kinderzoo.
Die Badeanlage Stampf liegt am Zürichsee in Jona und umfasst einige Beachvolleyballfelder, eine Wasserrutsche, ein Restaurant, einen 5-Meter-Sprungturm sowie ein Planschbecken. Die Anlage dient auch als Campingplatz.

### Sport

#### Einrichtungen und Veranstaltungen

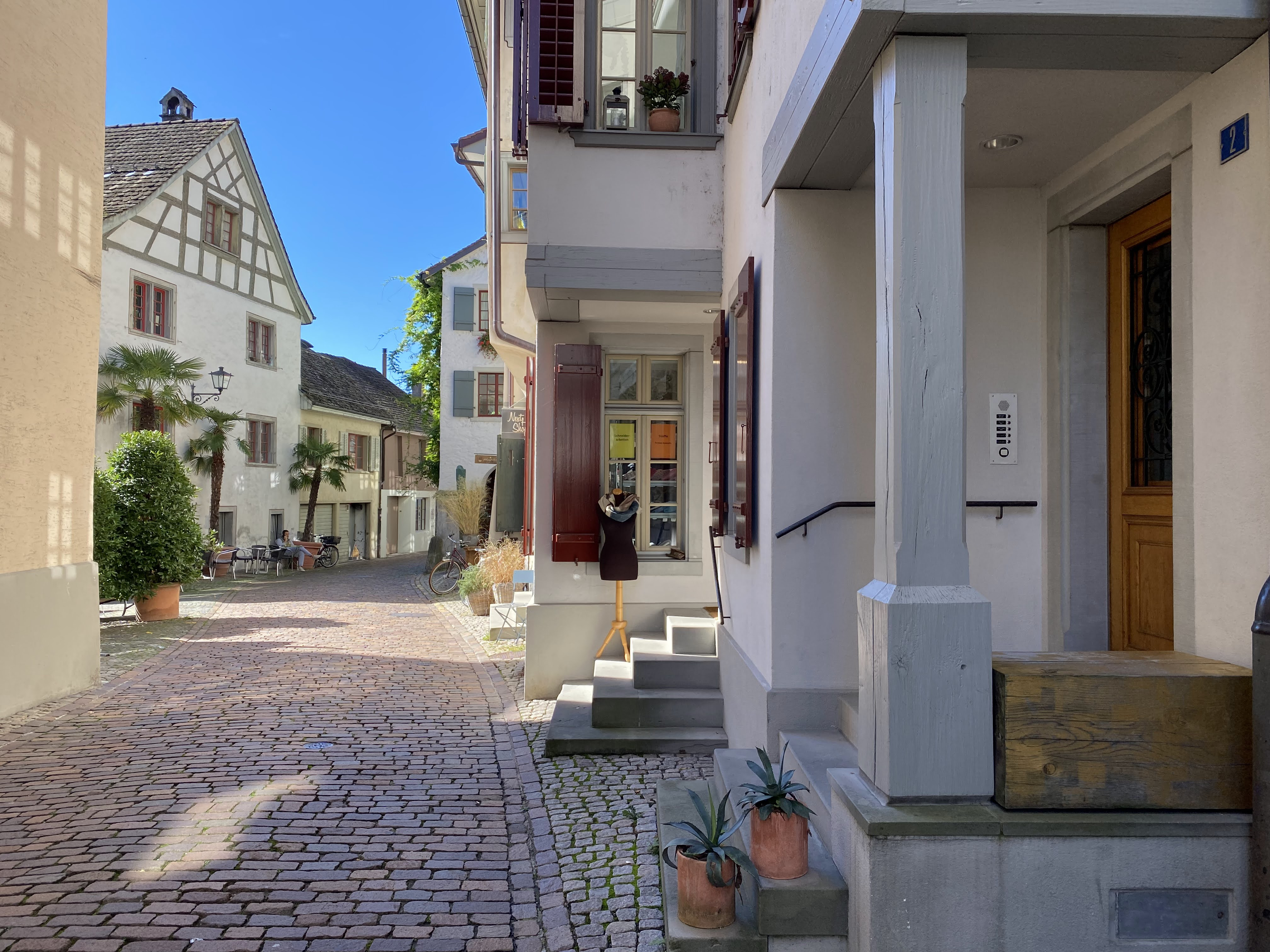
Hintergasse

Die Stadt besitzt einige von ihr geförderte Sportanlagen, die durch deren Abteilung Liegenschaften, Sport, Freizeit, Tourismus unterhalten werden. Zuständig ist die Stadtverwaltung für die Sportförderung, die Bereitstellung von Sportanlagen für die Bevölkerung, die Durchführung des obligatorischen Schwimmunterrichts (Schulsport) sowie Informationen für die Einwohner betreffend Sportmöglichkeiten, Sportanlagen, Sportvereine und Sportveranstaltungen. Im Gebiet Grünfeld in Jona befindet sich das städtische Sportzentrum. Neben einem Fussballstadion sind dort eine Leichtathletikanlage mit 400-Meter-Rundbahn, zahlreiche Fussballplätze, eine Beachvolleyballanlage sowie Felder für Faustball und Tennis vorzufinden.
Seit 2007 findet im Juni der Ironman 70.3 Switzerland statt – ein Triathlon über die Mitteldistanz (1,9 km Schwimmen, 90 km Radfahren und 21,1 km Laufen). Eine Tradition ist auch der Schlosslauf, der seit 1988 im Oktober in der Rapperswiler Altstadt stattfindet. Um die 1000 Läufer jeden Alters nehmen jährlich teil.

#### Sportvereine
In Rapperswil ist der Eishockey National League Club SC Rapperswil-Jona Lakers zu Hause. Die «Rosenstädter» stiegen Ende der Saison 2014/2015 aus der höchsten Schweizer Hockeyliga, der Nationalliga-A, ab. Zuvor war der Verein seit dem Aufstieg 1994 in der höchsten Schweizer Hockeyliga. Am 25. April 2018 stiegen die SCRJ Lakers gegen Kloten wieder in die höchste Spielklasse auf. Der Fussballverein FC Rapperswil-Jona, dessen 1. Mannschaft in der Challenge League spielt, wurde 1928 gegründet. Der Baseballclub Bandits wurde 2001 in Jona gegründet. Die 1. Mannschaft spielt seit 2016 in der Nationalliga A des Schweizerischen Baseballverbands (SBSF).

### Kultur

#### Veranstaltungen

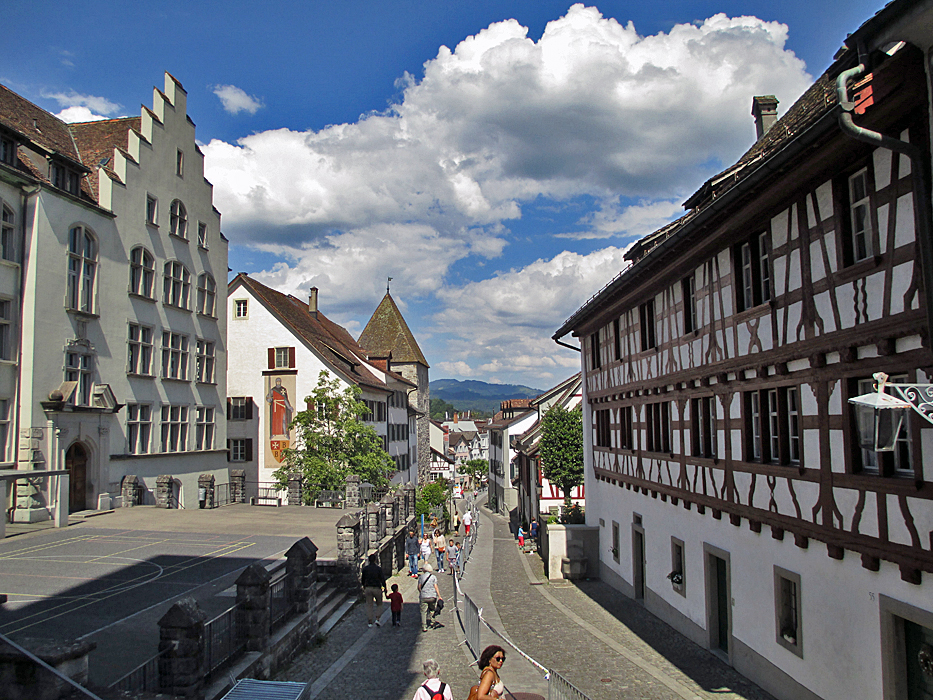
Am Herrenberg

In der Altstadt und rund um das Hafenbecken in Rapperswil findet jährlich das über drei Tage dauernde blues’n’jazz-Festival statt. Mit 35'000 bis 40'000 Besuchern zählte es zu den grössten Kulturveranstaltungen der Obersee-Region. 1999 fand die erste Veranstaltung statt. Dort findet im Drei-Jahre-Zyklus auch das Seenachtsfest statt (Ausnahme: 2013 statt 2012). Die 27. Ausgabe des Seenachtsfestes Rapperswil fand im Jahre 2015 statt und zog ca. 75'000 Besucher an. Auf die Altstadt beschränkt hingegen ist der seit 2002 bestehende Weihnachtsmarkt, der sogenannte Christkindlimärt. Mit über 20'000 Besuchern jährlich gehört der Markt zu den grössten Weihnachtsmärkten der Schweiz.
Das Eis-zwei-Geissebei am Fasnachtsdienstag beim Rathaus Rapperswil gilt als einer der ältesten in Rapperswil praktizierten Bräuche.
Das Frühlingsfest in Jona wird Ende April durchgeführt. Es ist eines der grössten Feste in der Region und erlangte regional Bekanntheit unter anderem wegen der aus dem Tibet stammenden Spezialität «Shapale»

#### Einrichtungen
Das Kunst(Zeug)Haus im Alten Zeughaus wurde im Mai 2008 eröffnet und ist in einem ehemaligen Rapperswiler Zeughaus untergebracht. Den Mittelpunkt der rund fünftausend Kunstwerke bildet die Sammlung Peter und Elisabeth Bosshard. In öffentlichen Führungen bringt das Kunsthaus den Besuchern Schweizer Gegenwartskunst näher. Für Schulklassen werden zweimal jährlich kostenlose Workshops angeboten.
In der von Lotte Stiefel (1898–1986) 1986 der Gemeinde Jona vermachten Villa Grünfels sind die Jugendmusikschule und die Kellerbühne Grünfels untergebracht. In der Kellerbühne wird Musik, Kabarett und Theater aus der Kleinkunstszene gezeigt. Die Villa liegt unmittelbar neben dem Bahnhof Jona.
Das Zentrum aktueller Kultur (ZAK) ist ein Kulturlokal für Besucher jeden Alters in der Nähe des Bahnhofs Jona. Im ZAK werden regelmässig verschiedene kulturelle Veranstaltungen wie z. B. Live-Konzerte, Partys und Comedy durchgeführt.
Seit 2010 besteht das Enea Baummuseum.

## Bilder

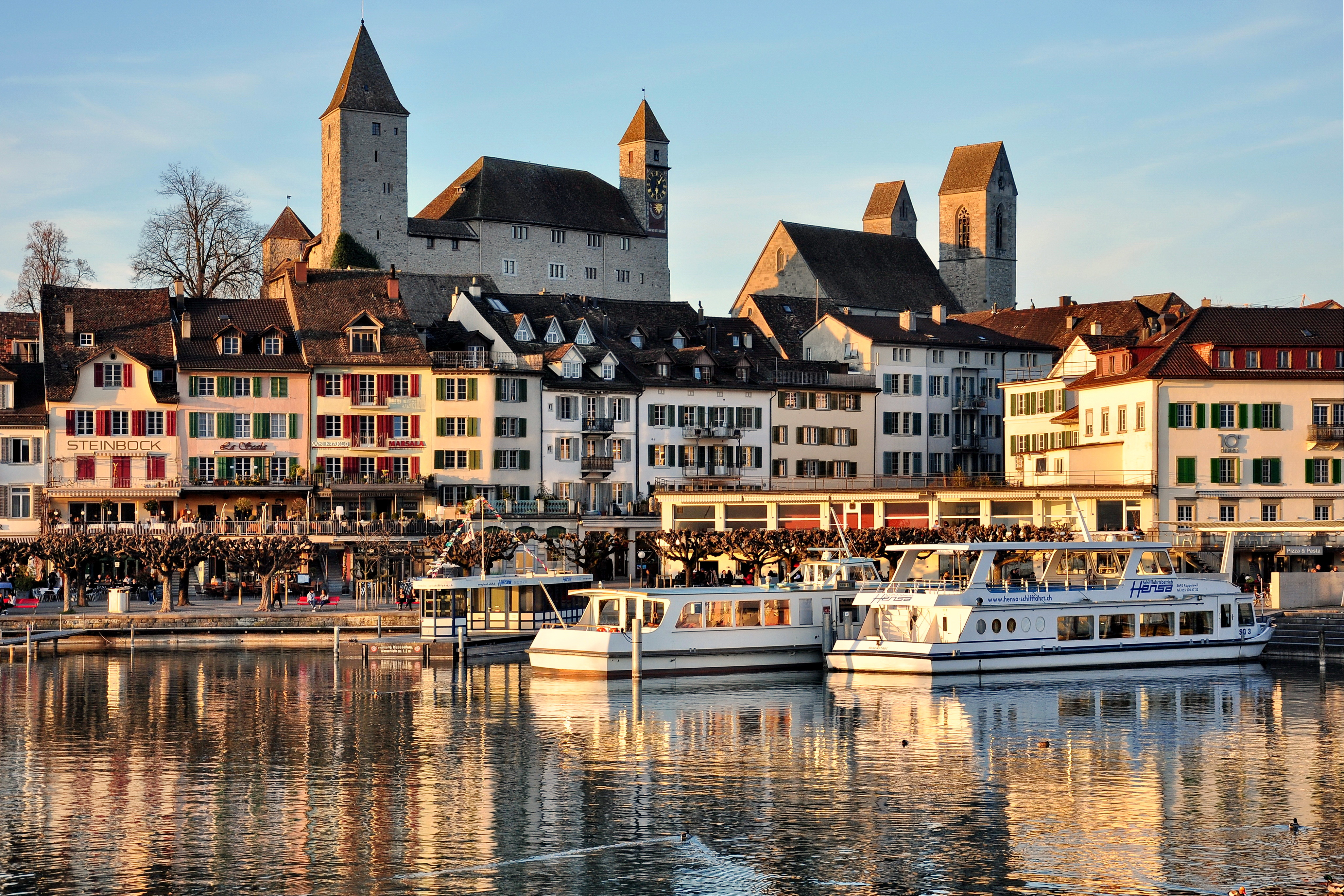
Rapperswil Hafen
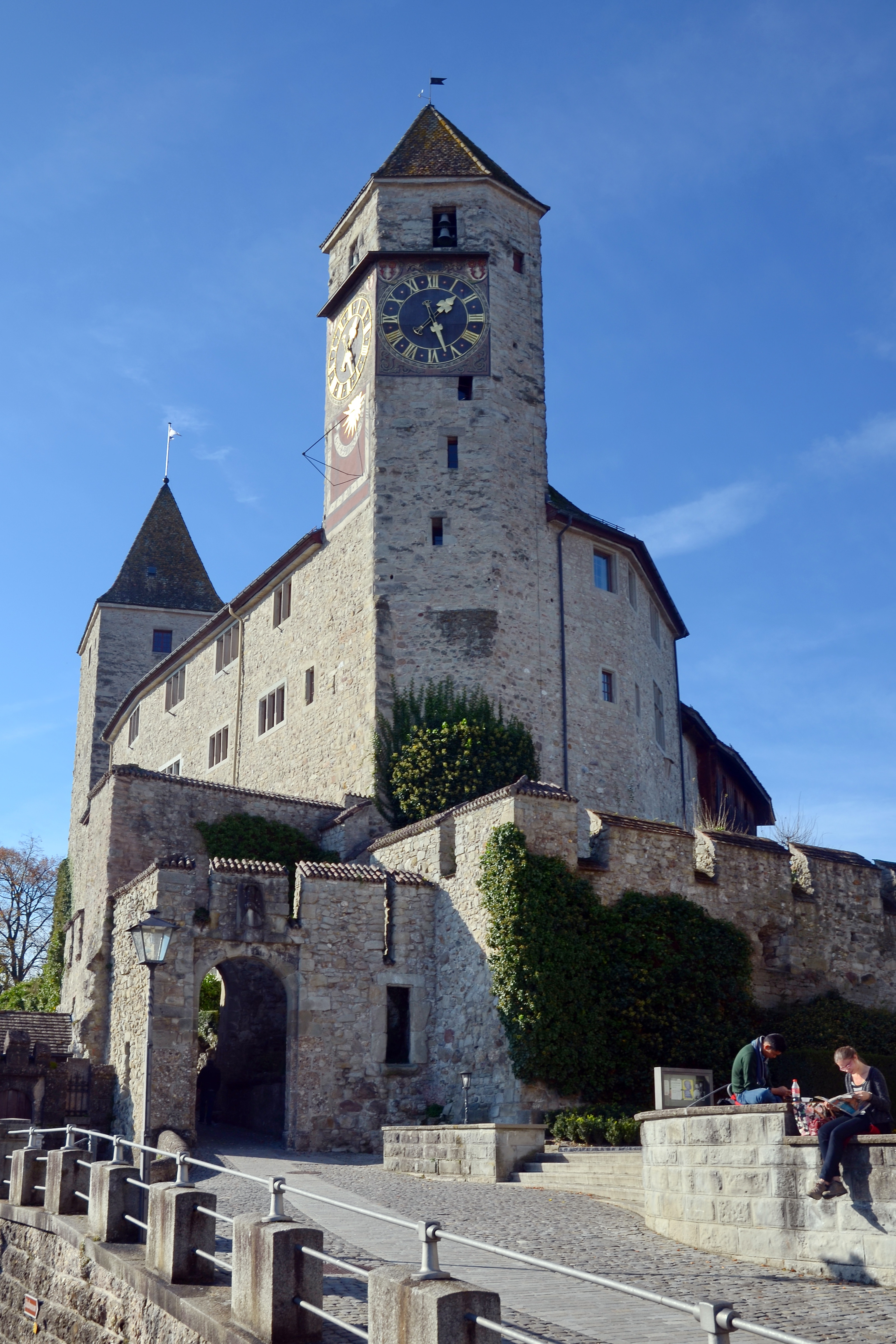
Schloss
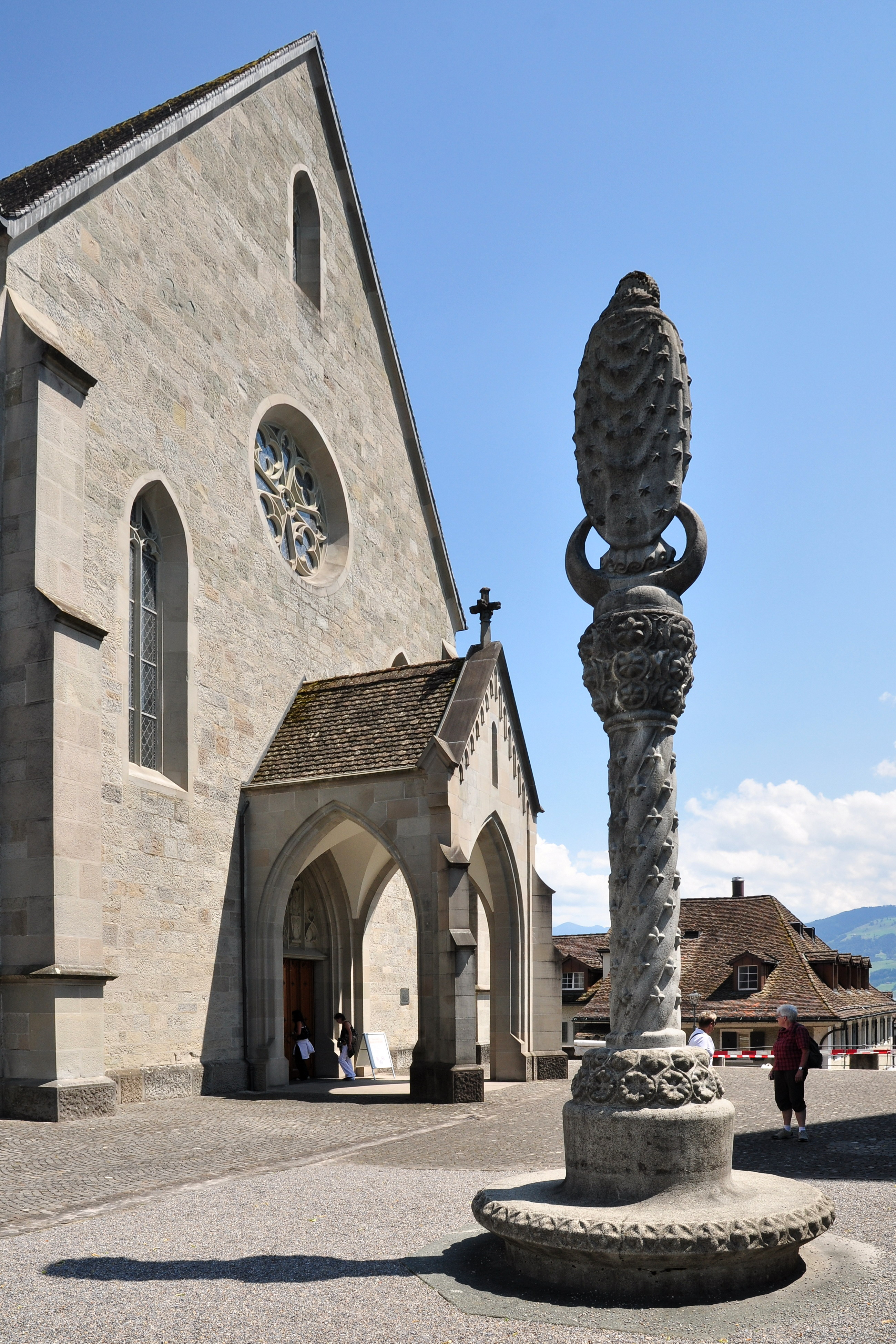
Stadtpfarrkirche mit Mariensäule
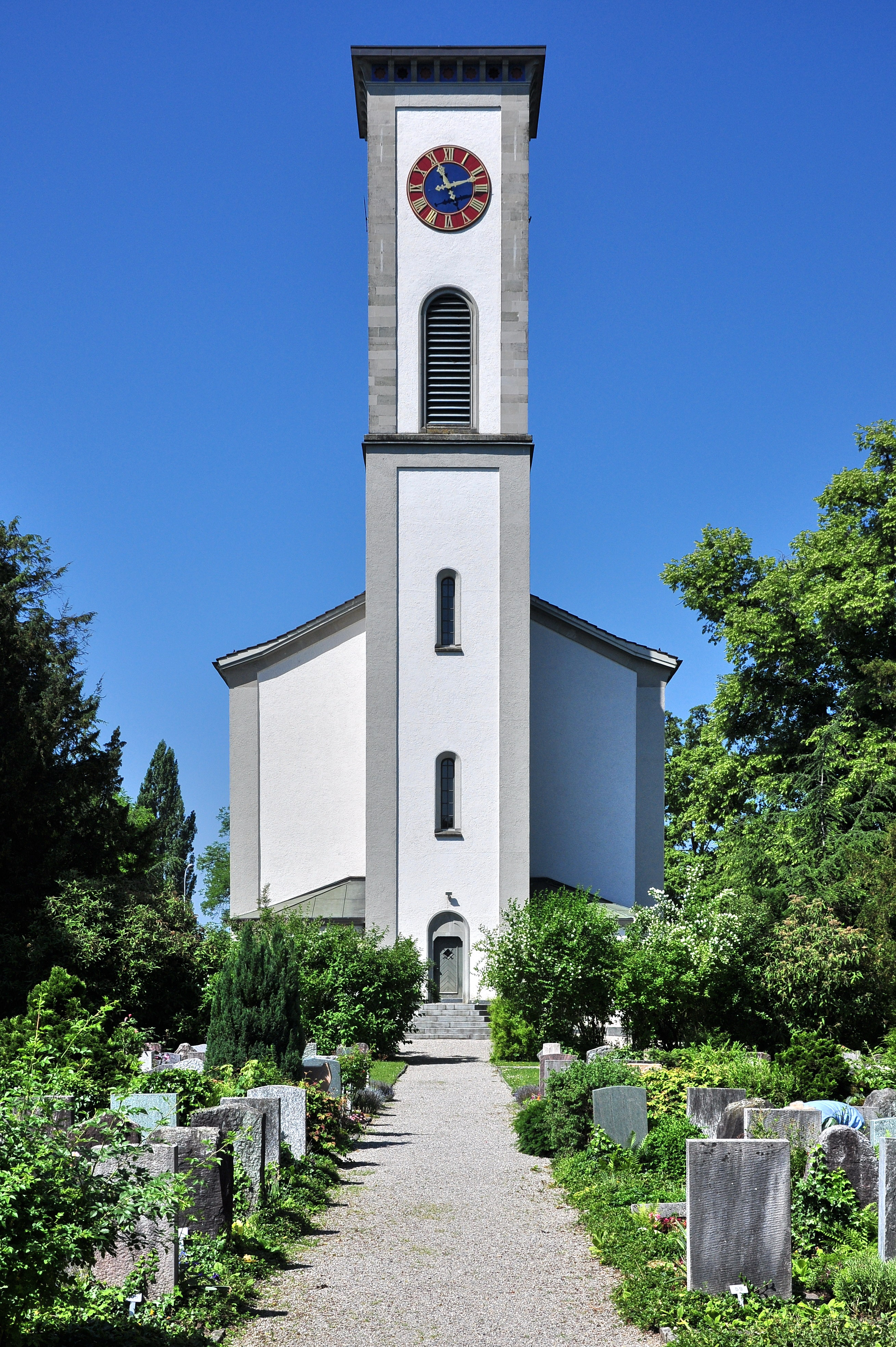
Reformierte Kirche
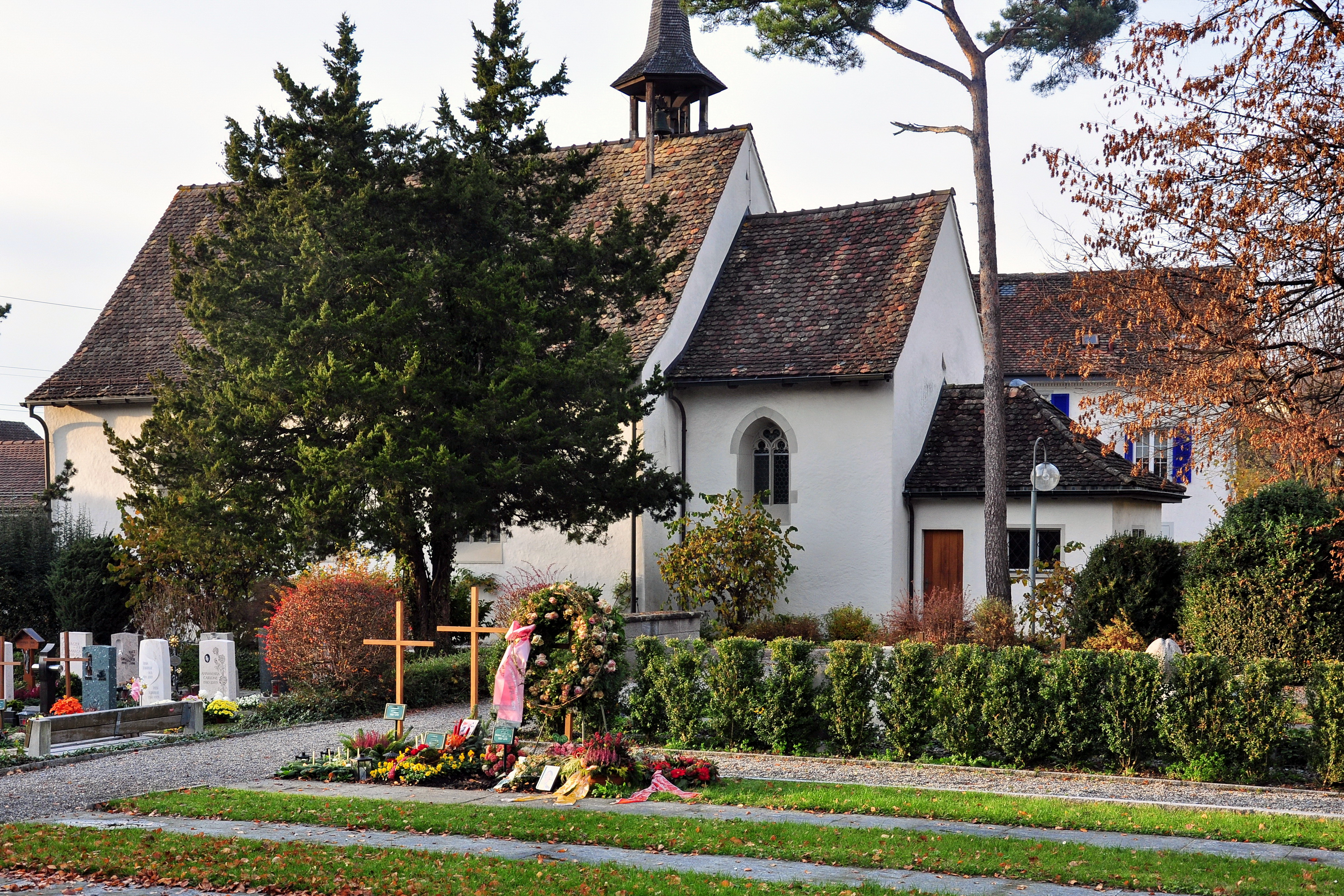
Kapelle St. Ursula
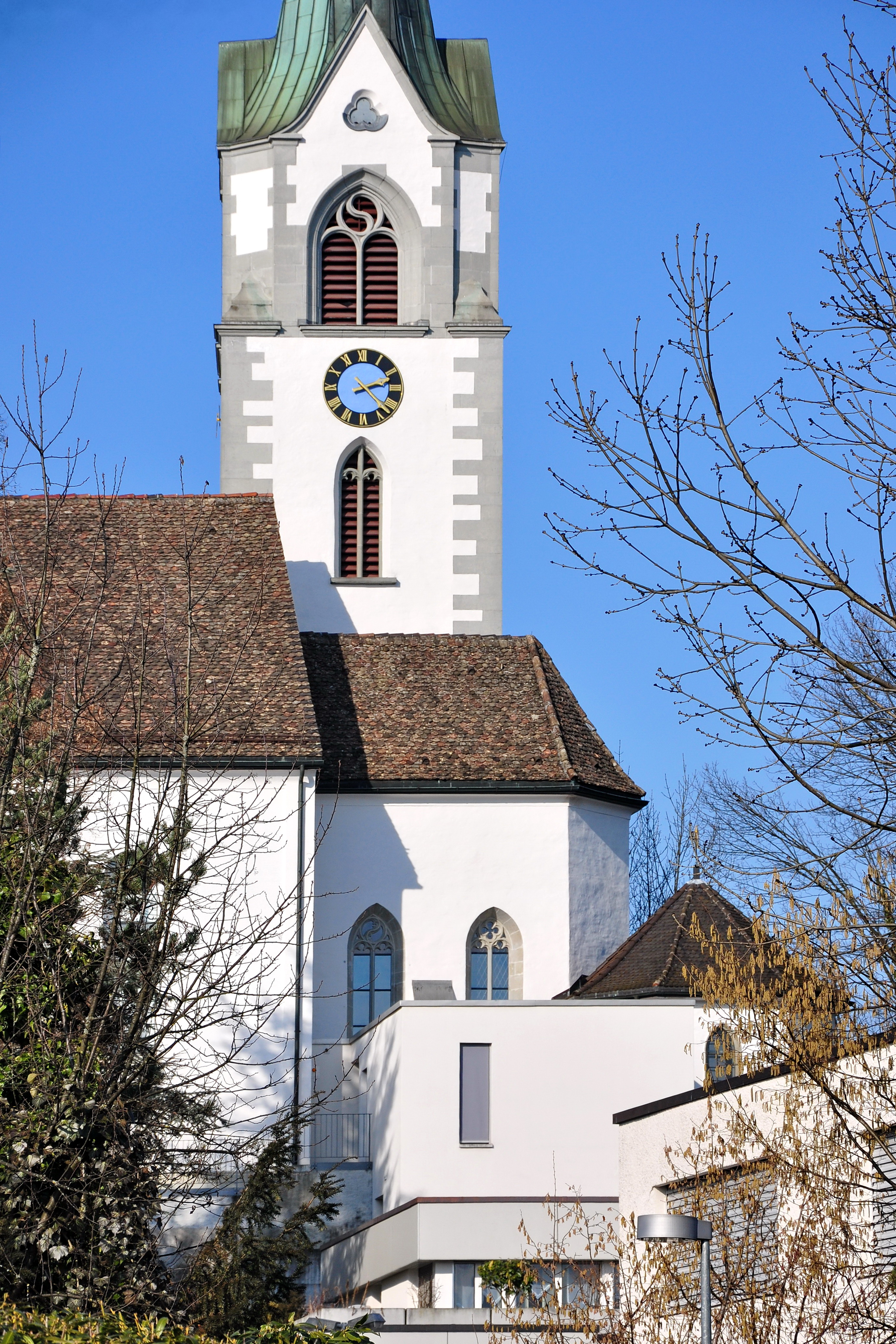
Pfarrkirche Jona
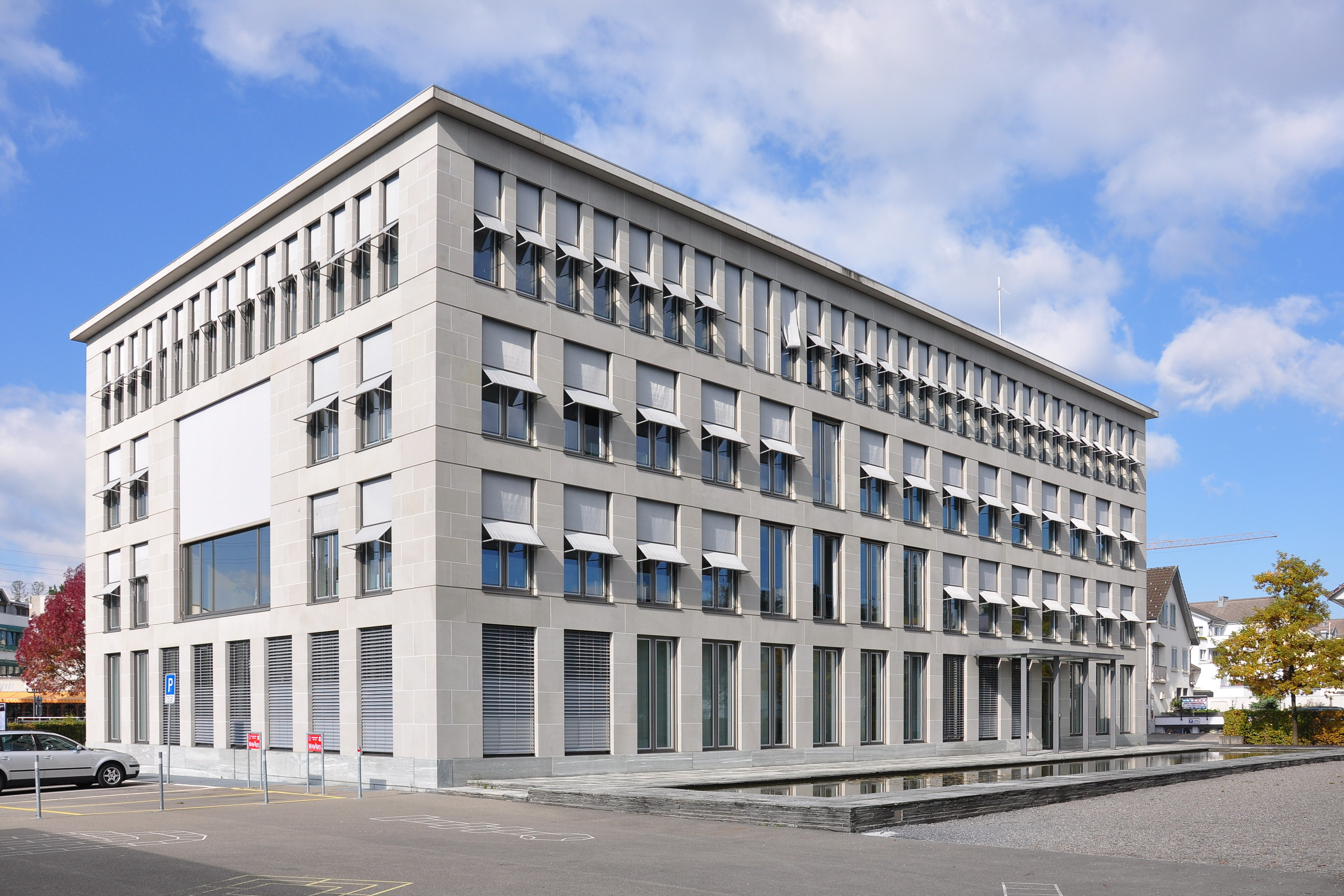
Stadthaus in Jona
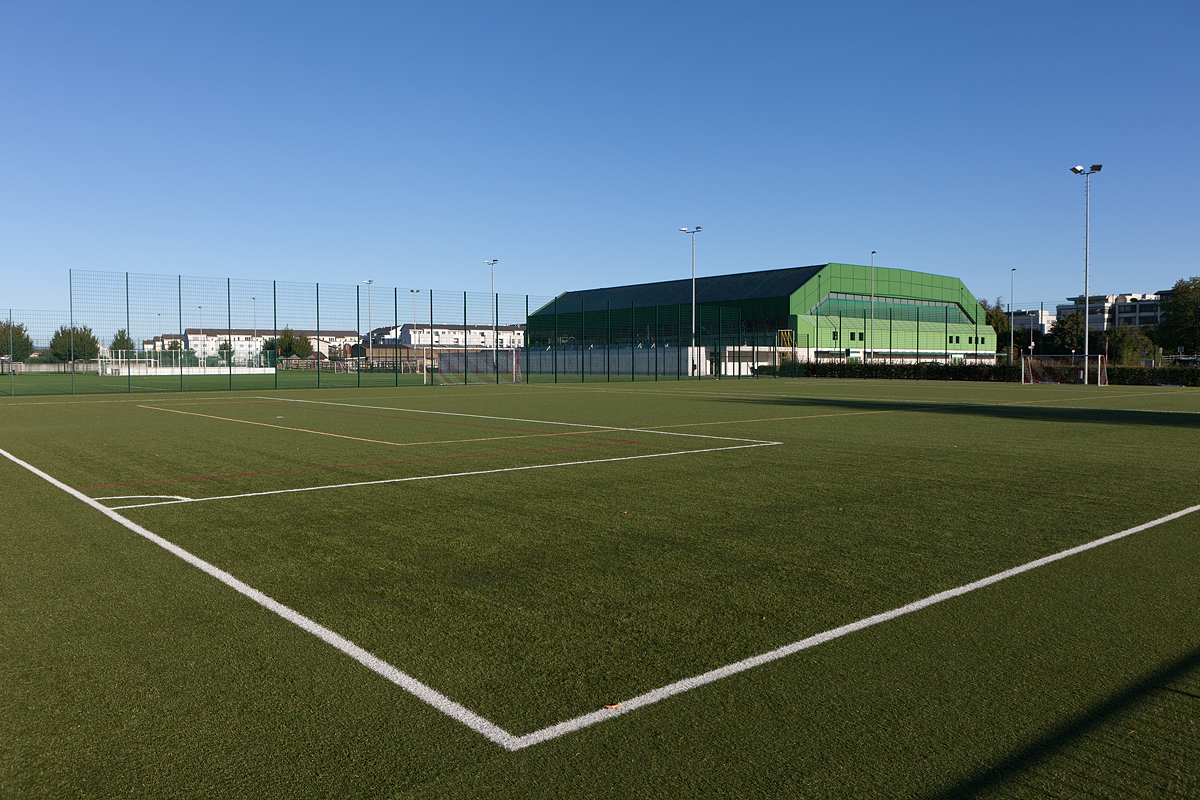
Sportanlage Grünfeld
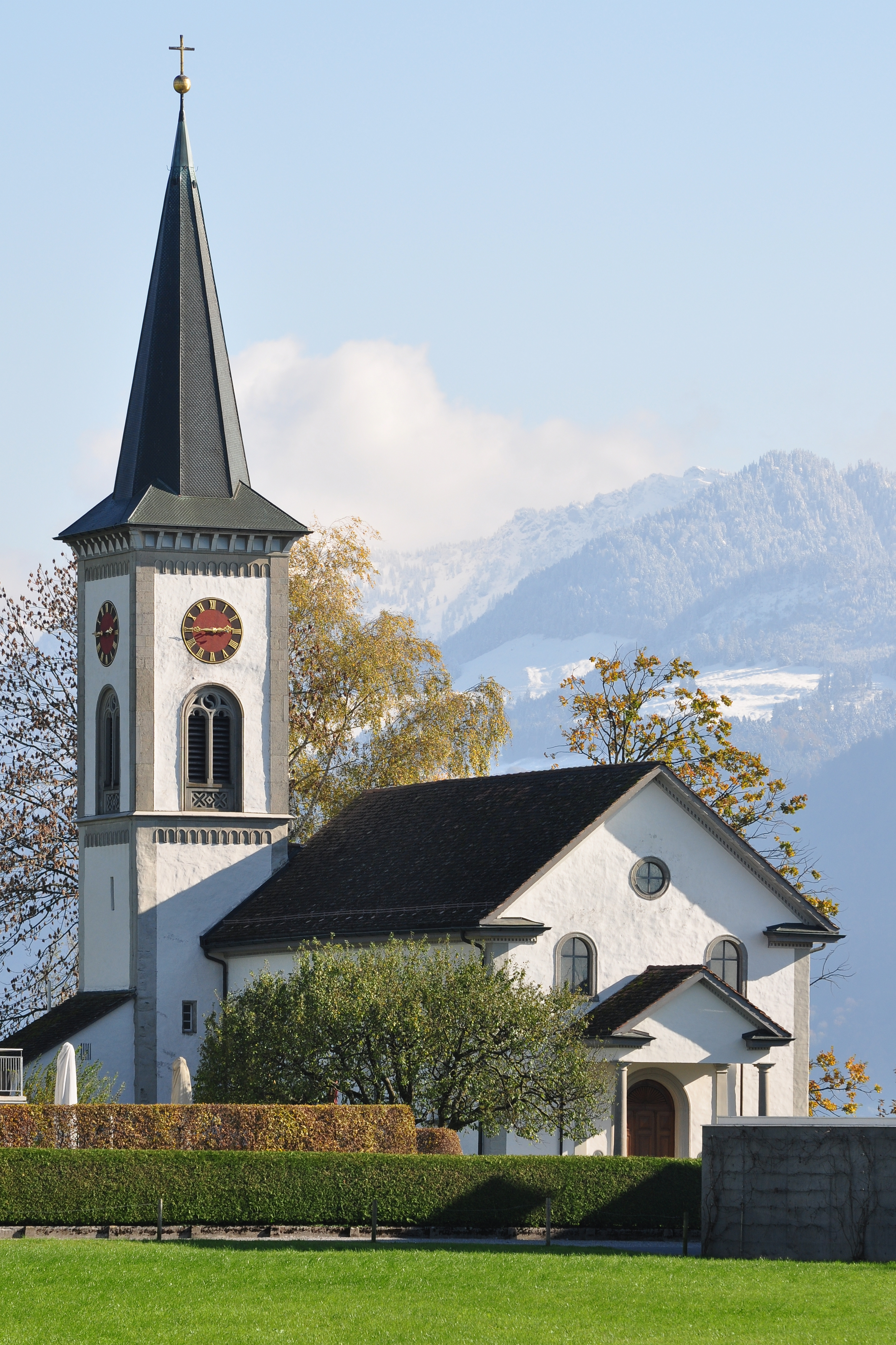
Kirche in Busskirch
Luftbild (1954)
Luftbild (1962)

## Persönlichkeiten
- Franz Schneider (1657–1668), in einem Hexenprozess in Laiz bei Sigmaringen wegen Hexerei und Tötung seiner Geschwister durch Aderöffnung im Bad hingerichtet und verbrannt.
- Jakob Braendlin-Näf (1775–1845), Gründer der Spinnerei Gebrüder Braendlin, erbaute die klassizistische Villa Grünfels.
- Johann Jakob Staub (1783–1852), Marchand Tailleur in Paris, erbaute den klassizistischen Landsitz Meienberg.
- Franz Josef Greith (1799–1869), Dichter patriotischer Lyrik, geboren in Rapperswil
- Carl Johann Greith (1807–1882), katholischer Theologe und Bischof von St. Gallen
- Pater Alberich Zwyssig (1808–1854), Komponist des Schweizerpsalms, lebte nach dem Sonderbundskrieg im Kloster Wurmsbach, wo er den Musikunterricht leitete und zahlreiche geistliche sowie weltliche Kompositionen schuf.
- Ferdinand Freiligrath (1810–1854), revolutionärer Dichter des Vormärz, lebte als politischer Flüchtling von 1845 bis 1849 im Schloss Meienberg
- Anton Höfliger (1811–1886), Jurist und Politiker
- Carl Attenhofer (1837–1914), Komponist, wirkte mehrere Jahre als Chordirigent in Rapperswil
- Michael Eduard Surläuly (1844–1902), Komponist, wirkte vier Jahre als Chordirigent in Rapperswil
- Käthe Freiligrath-Kroeker (1845–1904), deutsche Übersetzerin und Dichterin
- Carl Gustav Jung (1875–1961), Tiefenpsychologe, erbaute in Bollingen das mittelalterlich anmutende Turmhaus.
- Lotte Stiefel (1898–1986), Stifterin Areal und Villa Grünfels.
- Konrad Bächinger (1921–1981), Lehrer, Lehrmittelautor, Journalist, Gründer des Sternsingens, Verfasser von Büchern über Rapperswil
- Hans Rathgeb (1924–2000),[24] 13. Ehrenbürger, Stadtrat, Kantonsrat
- George Zweifel (1926–2024), Chemiker und Hochschullehrer
- Walter Osterwalder (1934–2016), Ruderer
- Herber Kramel (1936–2022), Architekt und Hochschullehrer, lebte in Rapperswil-Jona
- Jorge Lemann (* 1939), schweizerisch-brasilianischer Investor
- Gerold Späth (* 1939), Schriftsteller aus Rapperswil
- Margrit Colombo - Bart (1943–2001), erste Frau im Stadtrat
- Beatrice Tschanz (* 1944), Kommunikationsfachfrau, Managerin und Journalistin, lebt in Rapperswil-Jona
- Thomas Schmidheiny (* 1945), Unternehmer
- Nella Martinetti (1946–2011), Sängerin und Schauspielerin, lebte in Jona
- Alfredo Battistini (1953–2008), Bildhauer, Zeichner und Sportler, schuf u. a. die Clownskulptur zu Ehren des Circus Knie am Stadteingang Rapperswils
- Michail Borissowitsch Chodorkowski (* 1963), russischer Unternehmer, lebte 2014/2015 in Rapperswil-Jona
- Tanja Zschokke (* 1965), Stadträtin, Kantonsrätin (Grüne)
- Gregor Altenburger (* 1979), Schauspieler und Sänger
- Marc Klingler (* 1984), Eishockeytorhüter

## Städtepartnerschaften
- Bagno di Romagna, Italien[25]
- Aalborg, Dänemark[25]